# Rio Apatiu
O Rio Apatiu é um rio da Romênia afluente do rio Meleş, localizado no distrito de Bistriţa-Năsăud.